# Pavlivka
Pavlivka (en ucraniano: Павлівка) es un pueblo ucraniano perteneciente al óblast de Odesa. Situado en el suroeste del país, es parte del raión de Bolgrado y centro del municipio (hromada) homónimo.

## Toponimia
El nombre oficial del pueblo es Pavlivka, pero su historia es muy diversa y tiene numerosas comunidades étnicas, por lo que recibe otros nombres derivados de Pavlovka (en ruso: Павловка; en búlgaro: Павловка; en rumano: Pavlovca).

## Geografía
Pavlivka se encuentra al sur del río Kogilnik, a 5 km de Artsiz y a 111 kilómetros al suroeste de Odesa.

## Historia
El lugar fue fundado oficialmente en el año 1821 y los primeros habitantes procedían de la gobernación de Kursk.
La localidad pertenecía al Imperio ruso hasta 1918, pero luego pasó al reino de Rumanía con el final de la Primera Guerra Mundial. En 1921, este asentamiento recibió oficialmente el estatus de pueblo con el nombre de Pavlivka, en honor a los apellidos de los primeros pobladores.
En 1940 fue tomada por soviéticos como parte de las cláusulas del pacto Ribbentrop-Mólotov. El 7 de agosto de 1940 se creó el óblast de Izmaíl, formada por los territorios del sur de Besarabia que fueron anexados a la República Socialista Soviética de Ucrania. Durante la Segunda Guerra Mundial, entre 1941 a 1944 fue ocupada por el reino de Rumania.

## Demografía
La evolución de la población de Pavlivka entre 1886 y 2001 fue la siguiente:
| 637                                                           | 2602 | 2556 |
| (Fuente: Cities & Towns of Ukraine y UKRAINE: Größere Städte) |      |      |

Según el censo de 2001, la lengua materna de la mayoría de los habitantes, el 91%, es el ruso; del 5,16%, el ucraniano; del 1,83% es el rumano; y el búlgaro del 1,21%.